# گذرنامه یونانی

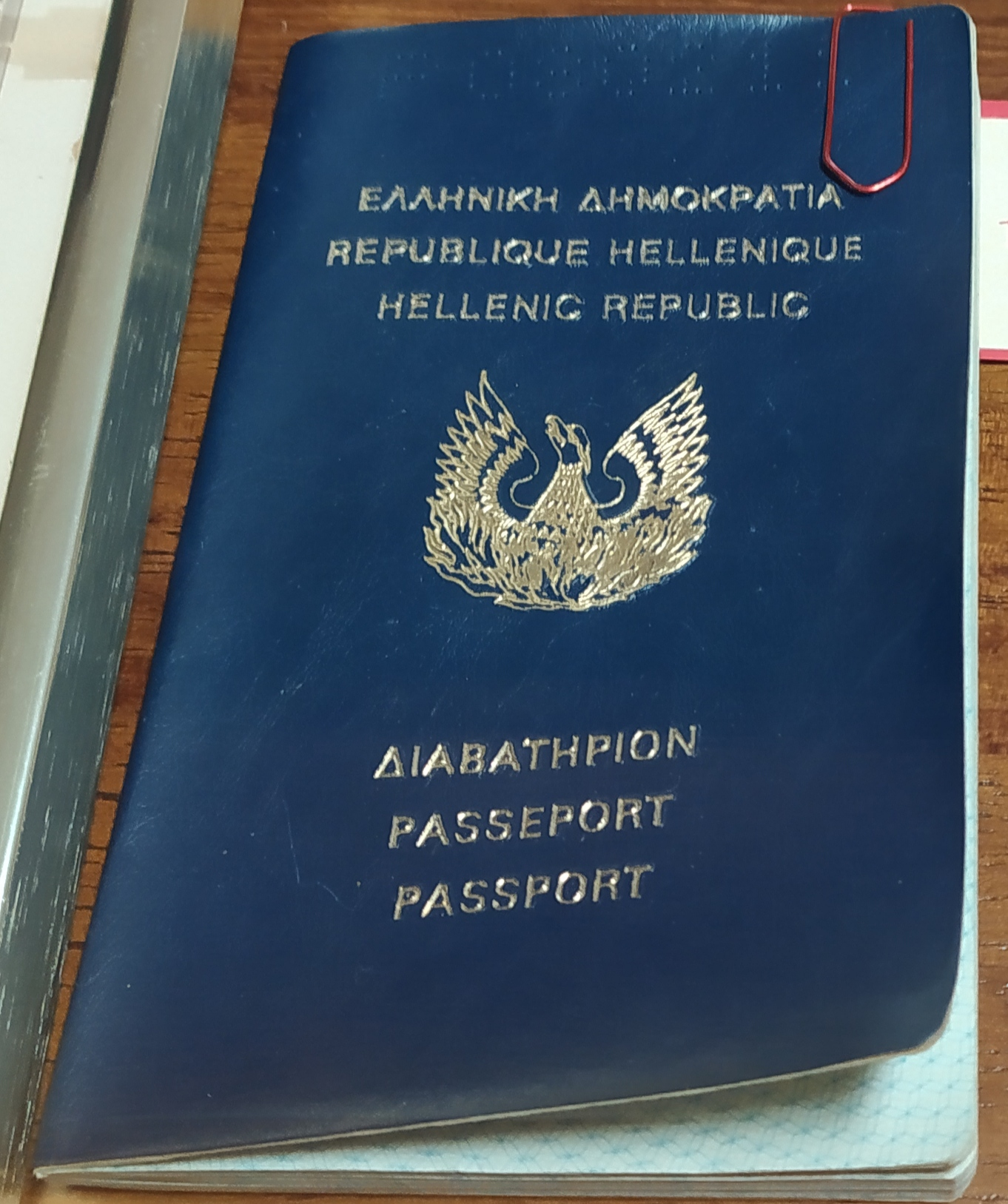
نمایی از یک‌نسخه قدیمی از گذرنامهٔ یونانی سال ۱۹۷۳

گذرنامهٔ یونانی یک مدرک سفر بین‌المللی است که توسط کشور یونان صادر می‌شود و بنا بر داده‌های سال ۲۰۲۳، دارندگان آن می‌توانستند به ۱۸۶ کشور دیگر بدون دریافت ویزا سفر کنند یا ویزا را در بدو ورود دریافت نمایند. این گذرنامه بر اساس رتبه‌بندی شاخص گذرنامهٔ هنلی در سال ۲۰۲۳ در رتبهٔ ۷ قرار داشت.